# 萬千星輝頒獎典禮專業演員大獎
萬千星輝頒獎典禮專業演員大獎由電視廣播有限公司頒發，表揚對該公司電視劇集發展有卓越貢獻，值得敬重的電視工作者。專業演員大獎於2012年起創立。此奬項並非每屆均會頒發。
此獎項曾使用另一個名字，傑出演員大獎（2012-2013），2014年開始沿用專業演員大獎為此獎項之名字。

## 得獎名單
| 年份          | 演員   | 頒獎嘉賓 |
| ------------- | ------ | -------- |
| 2012年 第16屆 | 錢嘉樂 | 曾志偉   |
| 2012年 第16屆 | 許紹雄 | 曾志偉   |
| 2012年 第16屆 | 陳錦鴻 | 曾志偉   |
| 2012年 第16屆 | 李成昌 | 曾志偉   |
| 2012年 第16屆 | 鄭裕玲 | 曾志偉   |
| 2013年 第17屆 | 雪妮   | 區偉林   |
| 2013年 第17屆 | 韓馬利 | 區偉林   |
| 2013年 第17屆 | 安德尊 | 區偉林   |
| 2013年 第17屆 | 馬海倫 | 區偉林   |
| 2013年 第17屆 | 劉江   | 區偉林   |
| 2014年 第18屆 | 朱維德 | 區偉林   |
| 2014年 第18屆 | 蘇恩磁 | 區偉林   |
| 2014年 第18屆 | 李家鼎 | 區偉林   |
| 2014年 第18屆 | 羅樂林 | 區偉林   |
| 2014年 第18屆 | 蔣志光 | 區偉林   |
| 2016年 第20屆 | 古明華 | 鄭裕玲   |
| 2016年 第20屆 | 吳家樂 | 鄭裕玲   |
| 2016年 第20屆 | 秦煌   | 鄭裕玲   |
| 2018年 第22屆 | 盧宛茵 | 黎諾懿   |
| 2018年 第22屆 | 鄭子誠 | 黃智賢   |
| 2018年 第22屆 | 歐瑞偉 | 陳展鵬   |